# Google Home
Google Home er en serie af smarthøjtalere udviklet Google. Den første enhed blev annonceret i maj 2016, og udkom i november 2016 (USA). Den blev lanceret globalt i 2017 og 2018.
Google Home gør det muligt for brugeren at bruge stemmekommandoer til at interagere med forskellige services leveret af Googles software kaldet Google Assisent. Google Home understøtter pogrammer fra tredjepart, som gør det muligt at høre musik, styrer Chromecast-enheder eller få et nyhedsoverblik læst højt. Google Home har også mulighed for at styre hjemmets smart-enheder som Phillips Hue eller IKEA Trådfri.
Det er muligt at placere flere højtalere i hjemmet, som vil afspille musik synkroniseret.
En opdatering i april 2017 gjorde det muligt for Google Home at skelne mellem op til 6 personer.

## Varianter
Google Homes indre hardware minder meget om Chromecasts. De benytter samme processor og Wi-Fi-chip.

## Home
Den originale Google Home er cylinderformet og har en højde på 14,3 cm (5.62 tommer) og en diameter på 9,6 cm (3.79 tommer). På toppen af Google Home er farvede LED-lys som bruges til at give visuel feedback på forskellige kommandoer.

## Home Mini
Google Home Mini udkom den 19. oktober 2017. Den har samme funktioner som den originale Google Home, men er en del mindre. Google Home Mini har en diameter på 10 cm (4 tommer).
| Lyd og billede | Spire Denne artikel om billed- og lydteknologi er en spire som bør udbygges. Du er velkommen til at hjælpe Wikipedia ved at udvide den. |